# ダレン・ステファンソン
ダレン・コイル・アンソニー・ステファンソン（Darren Coil Anthony Stephenson, 1993年3月6日 - ） は、ジャマイカ、セント・キャサリン出身のサッカー選手である。チェスターFC所属。ポジションはミッドフィールダー、フォワード。

## 経歴

### 2011-2017
ブラッドフォード・シティのユースチームからファーストチームへ昇格し、その2日後にプロデビューを果たした。この時の背番号は29であった。2011年5月9日に、ブラッドフォードと初めてのプロ契約として半年の契約を結んだ。その後実力が評価されて、2011年8月23日、新たな2年契約を結んだ。この翌日、ヒンクリー・ユナイテッドに1ヶ月のローン移籍で加入した。しかし、ローン先では僅か1試合の出場にとどまった。2011年10月5日、ウッドリー・スポーツにレンタル移籍し、2012年1月30日にはストックスブリッジ・パーク・スティールズにレンタル移籍をした。さらに2012年3月にはサウスポートにレンタルで加入した。このようなレンタル移籍を繰り返していたが、結局彼は2012年8月にブラッドフォード・シティから放出された。
2012年8月11日、カンファレンス・ナショナルのサウスポートと1年契約を結んだ。2012年8月31日にローン移籍でチョーリーに加入すると、その翌日のイクストン戦で初出場初得点という活躍を見せ、チームも1-0で勝利した。同年10月12日にはサウスポートへ戻ったが、12月にサウスポートを退団してチョーリーへ加入した。チョーリーでは累計157試合で62得点という成績を残し、2016年冬の移籍市場では当時3部のハートリプール・ユナイテッドが関心を寄せていたという。 結局、カンファレンス・ナショナルのトレンメア・ローヴァーズと2016年7月に契約した。2016年11月にはAFCフィルドへローンで移籍した。

### ストックポート・カウンティ
2017年夏の移籍市場で、ストックポート・カウンティに移籍した。2019年5月に1度放出されたが、7月に再び契約を結んだ。しかし、7月下旬の親善試合で足を骨折してしまった。

## タイトル
ストックポート・カウンティ
- ナショナルリーグ・ノース: 2018-19